# ブルッキングズ (オレゴン州)
ブルッキングズ（英: Brookings）は、アメリカ合衆国オレゴン州カリー郡にある市。名称は、1908年に共同体を設立したブルッキングズ・ランバー・アンド・ボックス・カンパニーの社長ジョン・E・ブルッキングズの名に因む。

## 概要
2010年国勢調査の時点における市の人口は6,336人だった。ブルッキングズ都市圏全体（ハーバー国勢調査指定地域などの共同体を含む）の人口は13,000人を超える。これまでに幾度となく近郊の非法人地域の併合が提案されてきた。ほとんどは失敗し廃案に終わったが、ボラックス社が所有していた街北方の広大な土地の合併は成功を収めている。この成長により、今後20年で1000棟近くの住宅が新しく建設される可能性が出てきたが、都市開発業者の予想では、その多くがある季節に人が集まる別荘となると考えられている。
ブルッキングズは、その位置的な理由から、オレゴン海岸としては冬の気温が非常に高くなる（夏はそれほど異常な暑さにはならない）。気温は一年を通じて、21〜27℃に達する。このような暖かい気候になる原因として、太平洋からの海流からの影響も部分的にはあるが、大部分はクラマス山脈の麓という位置的条件がある。クラマス山脈の麓では風が圧縮され、暖かい空気がブルッキングズ方面に流れて行く。この現象はブルッキングズ効果、もしくはチェトコ効果として知られる。冬に大雨が多く、夏には濃霧が多い。
ブルッキングズ＝ハーバー商工会が、ブルックングズ地域のために作ったブランド名は「アメリカ野生河川海岸の脈動（The Pulse of America's Wild Rivers Coast）」である。このブランドは、オレゴン州カリー郡およびカリフォルニア州デルノルト郡が用いている。

## 歴史

### 設立
1906年、ブルッキングズ・ティンバー・カンパニーは土木工学と林学を修めたウィリアム・ジェームズ・ワードを雇い、オレゴン海岸南部における製材業の潜在性について調査を行った。チェトコ川沿いやピストル川沿いの地域の数年かけて調べたワードは、ブルックングズで大規模な製材業を興すこと、そして工場と発送施設を建てて堅固な町を作ることを提案した。
ジョン・E・ブルッキングズは会社町となるブルッキングズの創設責任者だったが、いとこのロバート・S・ブルッキングズがその都市設計における直接の責任者となった。ロバートは、後にサンフランシスコ万国博覧会にも参加したサンフランシスコの建築家バーナード・メイベックを起用し、都市敷地の地図を作成した。

### 第二次世界大戦

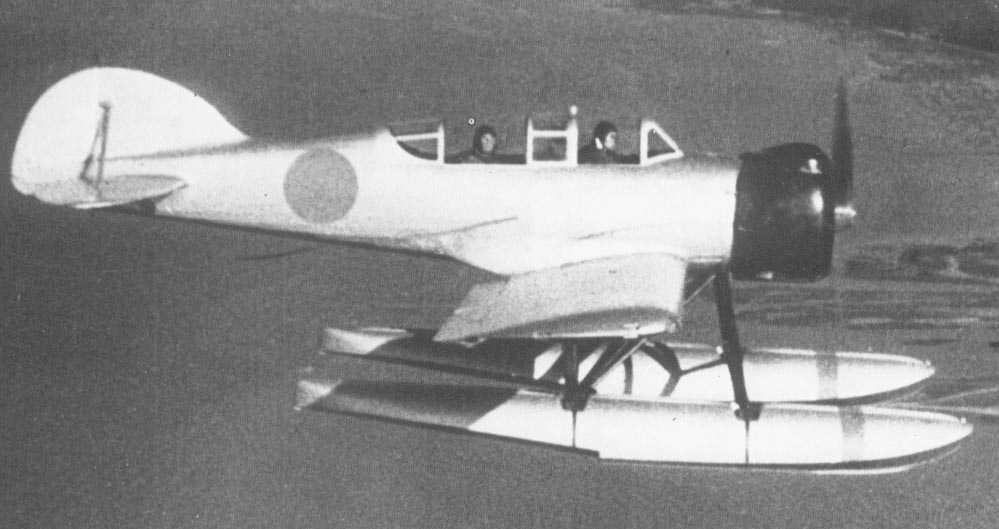
零式小型水上偵察機

第二次世界大戦中の1942年9月9日には、ブルッキングズはアメリカの歴史上初めてのアメリカ本土空襲を受けた場となった。藤田信雄が操縦する大日本帝国海軍の零式小型水上偵察機が潜水艦「伊25」から焼夷弾を載せて飛び立ち、ブルッキングズ市街の高密度の森林地帯に、森林火災を起こす目的で爆撃を行った。なお同機は9月29日にもオレゴン州オーフォード近郊の森林地帯を空襲しているが、アメリカ軍はこれらの空襲に対する迎撃を行うことはできなかった。
なお藤田は戦後の1962年にブルッキングズに招待された。藤田は友情の証として、自宅で所有していた400年物の日本刀をブルッキングズに贈った。ブルッキングズは後年の1997年、藤田を名誉市民とする栄誉を与えたが、奇しくもその数日後に藤田は他界した。

### 1980年代
1980年代になると、ブルッキングズは定年を迎えた人々にとって人気のある町となる。カリフォルニアからの人気が強く、実際、現在のブルッキングズではカリフォルニア出身の住民が多い。彼らの政治に対する姿勢は、新税に対する反対投票が定期的に起こることに表れている。また、カリフォルニア州内の職場へ通勤する住民も多く、そのほとんどの人々は近郊にあるペリカン湾州立刑務所に通勤している。

### 2011年の津波
ポート・オブ・ブルッキングズ・ハーバーは2011年3月11日に発生した津波による高潮で甚大な被害を受けた。最も大きな高潮は2.4 mの高さに達した。多くのドックが粉砕され、打ち杭が壊されると、船舶は破壊され、沈没し、海に流されていった。この津波は、日本・本州の東方沖で起こったマグニチュード9.0の巨大地震（東北地方太平洋沖地震）が原因となったものである。津波による被害額は、2,500万米ドルから3,000万米ドルと推算される。

## 地理と気候
アメリカ合衆国国勢調査局の発表によれば、市の総面積は2.8 mi2（7.3 km2）で、そのうち2.8 mi2（7.3 km2）が陸地、0.04mi2（0.10 km2、水域率 1.06%）が水域である。
| 平均／月             | 1月           | 2月          | 3月          | 4月          | 5月         | 6月         | 7月         | 8月         | 9月         | 10月         | 11月          | 12月          | 年             |
| -------------------- | ------------- | ------------ | ------------ | ------------ | ----------- | ----------- | ----------- | ----------- | ----------- | ------------ | ------------- | ------------- | -------------- |
| 最高 °C (°F)         | 12.6 (54.7)   | 13.5 (56.3)  | 14.0 (57.2)  | 15.3 (59.6)  | 17.3 (63.2) | 19.1 (66.4) | 19.8 (67.7) | 19.7 (67.5) | 20.3 (68.6) | 19.1 (64.4)  | 14.6 (58.4)   | 12.6 (54.7)   | 16.4 (61.6)    |
| 最低 °C (°F)         | 4.9 (40.9)    | 5.5 (42.0)   | 5.4 (41.8)   | 5.8 (42.5)   | 7.8 (46.0)  | 9.7 (49.5)  | 10.6 (51.2) | 11.1 (52.0) | 10.6 (51.2) | 8.8 (47.9)   | 7.0 (44.6)    | 5.1 (41.2)    | 7.7 (45.9)     |
| 降水量 mm （インチ） | 275.6 (10.85) | 229.4 (9.03) | 241.0 (9.49) | 134.6 (5.30) | 92.5 (3.64) | 39.4 (1.55) | 13.5 (0.53) | 26.4 (1.31) | 33.3 (2.15) | 148.3 (5.84) | 302.0 (11.89) | 310.6 (12.23) | 1899.4 (74.78) |

出典： http://www.oregoncoast.net

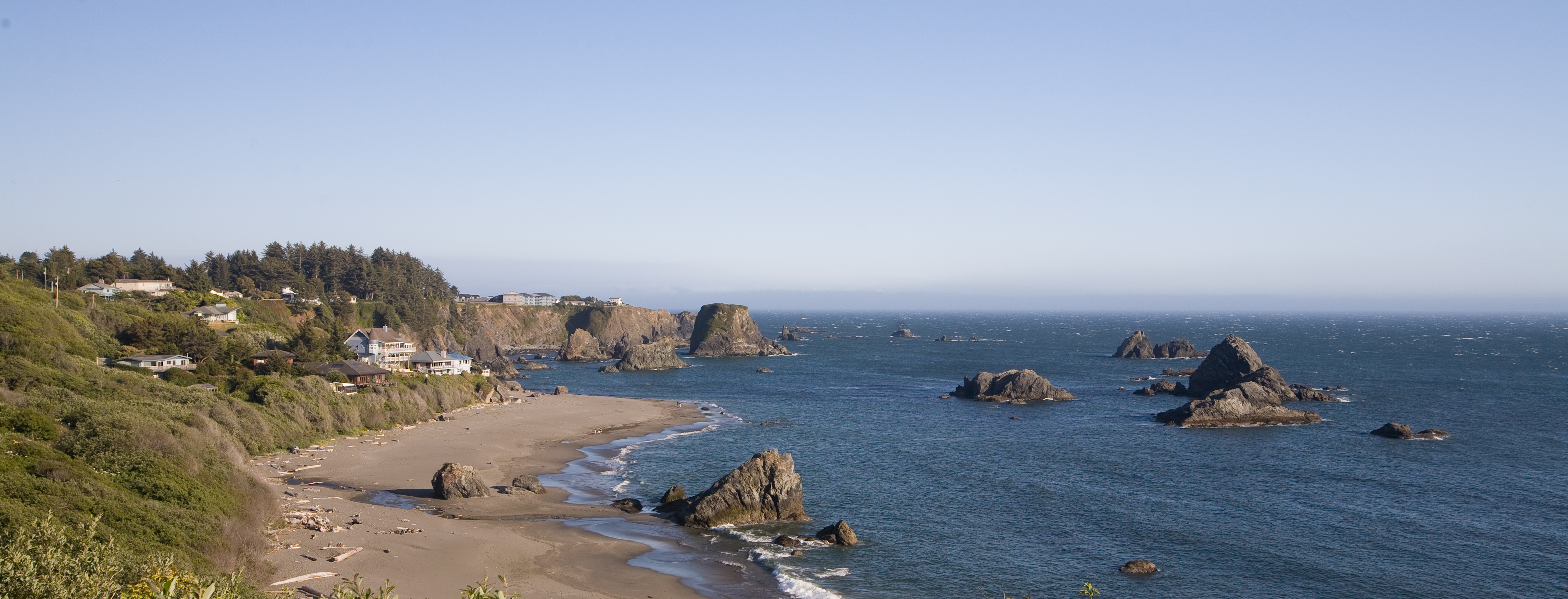
チェトコ・ポイント。ブルッキングズ市内にある

ブルッキングズの冬は涼しく非常に湿度が高く、夏は非常に乾燥しており、7月と8月の月間平均降水量は25 mmに満たない。32℃を超える日は平均たったの2日であり、0℃を下回る日は平均7.5日である。最高記録は2008年7月9日の42.3℃、最低記録は-8℃である。
ブルッキングズで最も雨量の多かったのは1996年で3,147 mmの降水量を記録した。反対に最も雨量の少なかった年は1976年で、降水量は1,101 mmだった。24時間あたりで最も多い降水量を記録したのは1932年3月18日で、223 mmもの雨が降った。ブルッキングズで雪が降ることはあまりなく、年平均降雪量は18 mmである。しかし、1916年1月には250 mmという高い降雪量を記録した。

## 人口統計
2000年の国勢調査では、市の人口は5,447人で、2,309世帯、1,484家族が暮らしていた。人口密度は1,951.6/mi2（753.8/km2）だった。936.6/sq mi（361.7/km²）の平均密度に2,614軒の住宅が建っている。人種構成は、白人90.55%、アジア系1.29%、アフリカン・アメリカン0.20%、先住民2.40%、太平洋諸島系0.13%、その他の人種1.43%、および混血4.00%である。人口の4.74%はヒスパニックまたはラテン系だった。
2,309世帯のうち、27.6%が18歳未満の子供と一緒に生活しており、51.3%は夫婦で生活している。9.4%は未婚の女性または寡婦が世帯主であり、35.7%は結婚していない。30.0%は1人以上の独身の居住者が住んでおり、16.1%は65歳以上で独身である。1世帯の平均人数は2.30人であり、結婚している家庭の場合は、2.83人である。
市内の住民は23.8%が18歳未満の未成年、18歳以上24歳以下が5.7%、25歳以上44歳以下が23.1%、45歳以上64歳以下が23.5%、および65歳以上が23.9%%にわたっている。中央値年齢は43歳である。女性100人ごとに対して男性は90.3人である。18歳以上の女性100人ごとに対して男性は86.3人である。
この都市の世帯ごとの平均的な収入は31,656米ドルであり、家族ごとの平均的な収入は36,846米ドルである。男性は33,073米ドルに対して女性は22,591米ドルの平均的な収入がある。この地域の一人当たりの収入 (per capita income) は17,010米ドルである。人口の11.5%および家族の9.1%の収入は貧困線以下である。全人口のうち18歳未満の14.1%および65歳以上の9.5%は貧困線以下の生活を送っている。

## 芸術・文化

### 文化行事
2006年より、冬季芸術チョコレート祭り（Winter Art & Chocolate Festival）がブルッキングズ＝ハーバー高等学校で毎年行われている。この祭典は毎年2月の第2週の週末に開催され、地元の芸術家やショコラティエにスポットが当てられる。
ブルッキングズ・ハーバー芸術祭（Brookings Harbor Festival of the Arts）は、1993年に始まった祭典である。8月の第3週の週末に、ポート・オブ・ブッキングズ・ハーバーの遊歩道の上で行われる。

## 教育
ブルッキングズには小学校と中等学校が合わせて4校、コミュニティ・カレッジのサテライトキャンパスが1つある、

### 公立学校
- ブルッキングズ＝ハーバー公立学区
  - ブルッキングズ＝ハーバー高等学校
  - アザレア中学校
  - カルミオプシス小学校

### 私立学校
- ブルッキングズ・ハーバー・キリスト教学校

### コミュニティ・カレッジ
- サウスウェスタン・オレゴン・コミュニティ・カレッジ

## メディア

### 新聞
- 『カリー・コースタル・パイロット』

### テレビ
- KBSC-LP

### ラジオ
- KURY AM
- KURY-FM
- KHSR FM（カリフォルニア州クレセントシティ）
- KSEP-FM（ブルッキングズ・セブンスデー・アドベンチスト教会）[16]

## インフラ

### 交通

#### 航空
- ブルッキングズ空港

#### バス
- カリー公共交通（Curry Public Transit）
  - コースタル・エキスプレス（ブルッキングズからノースベンド、カリフォルニア州スミスリバーを結ぶ）
- 公共オレゴン都市間交通（Public Oregon INtercity Transit、略：POINT）
  - POINT（ブルッキングズとクラマスフォールズを結ぶ）

#### 港
- ポート・オブ・ブルッキングズ・ハーバー

## 著名な居住経験者
- エルモ・ウィリアムズ (1913–)：映画やテレビの編集者、監督、プロデューサー